# Julius Scholtz

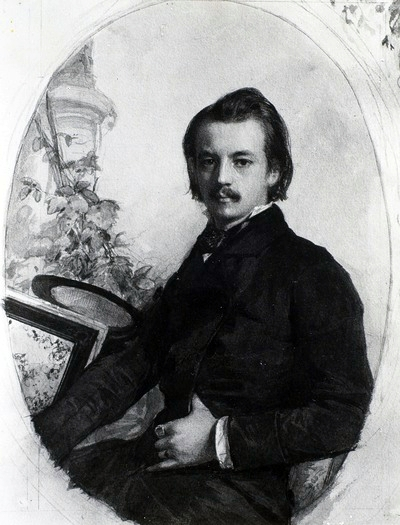
Julius Scholtz (um 1850/60)

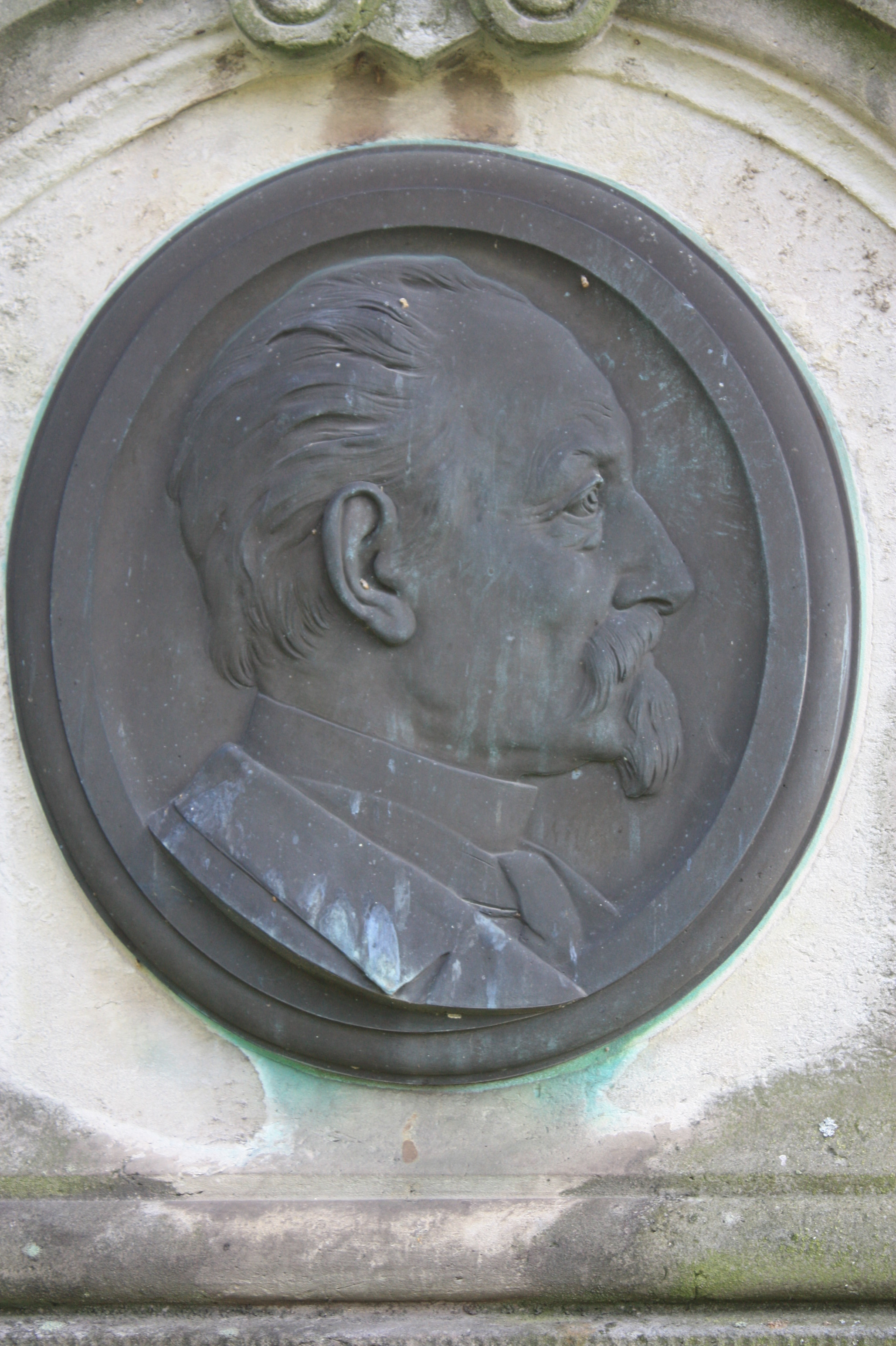
Medaillon am Grab von Julius Scholtz, Trinitatisfriedhof, Dresden

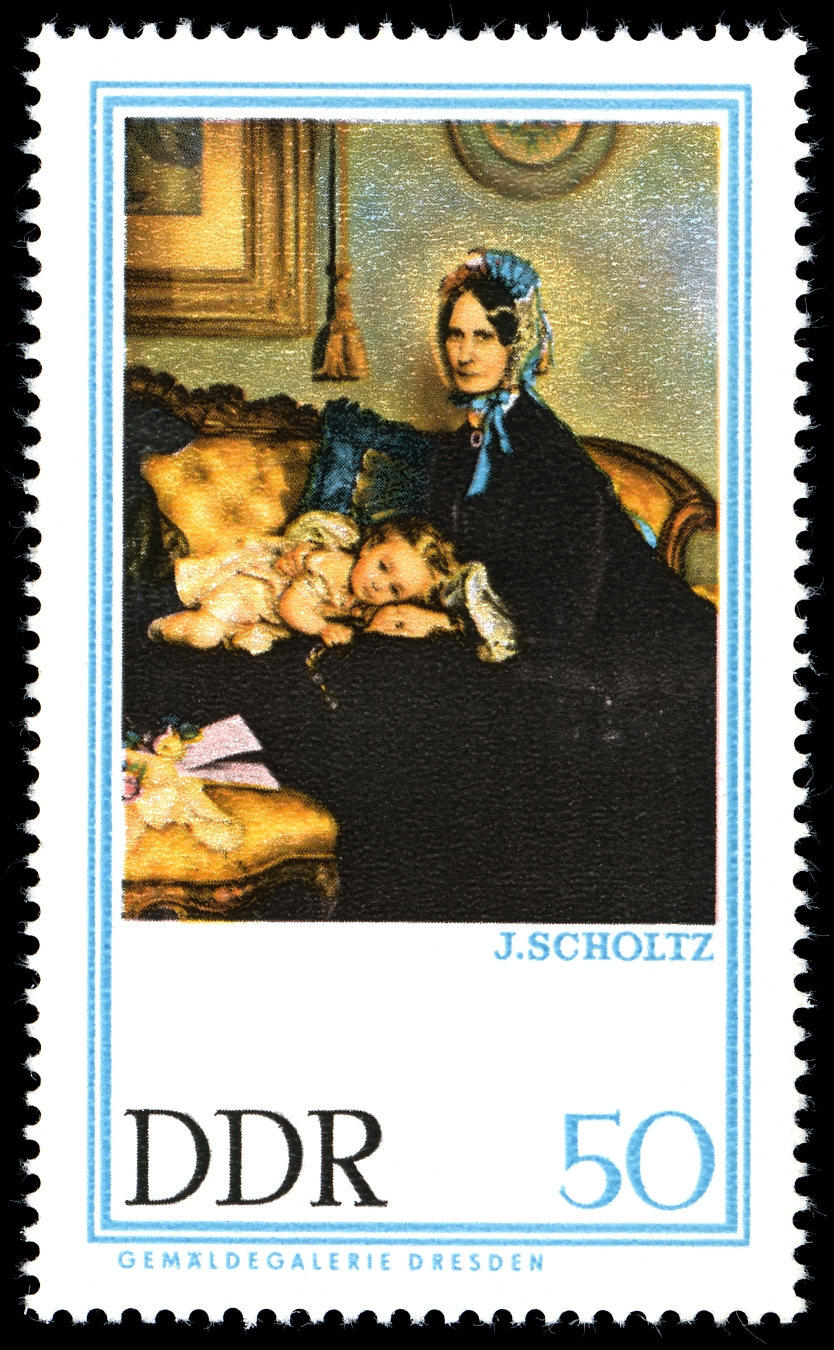
50 Pf-Sondermarke der DDR-Post 1967: „Großmutter und Enkelin“

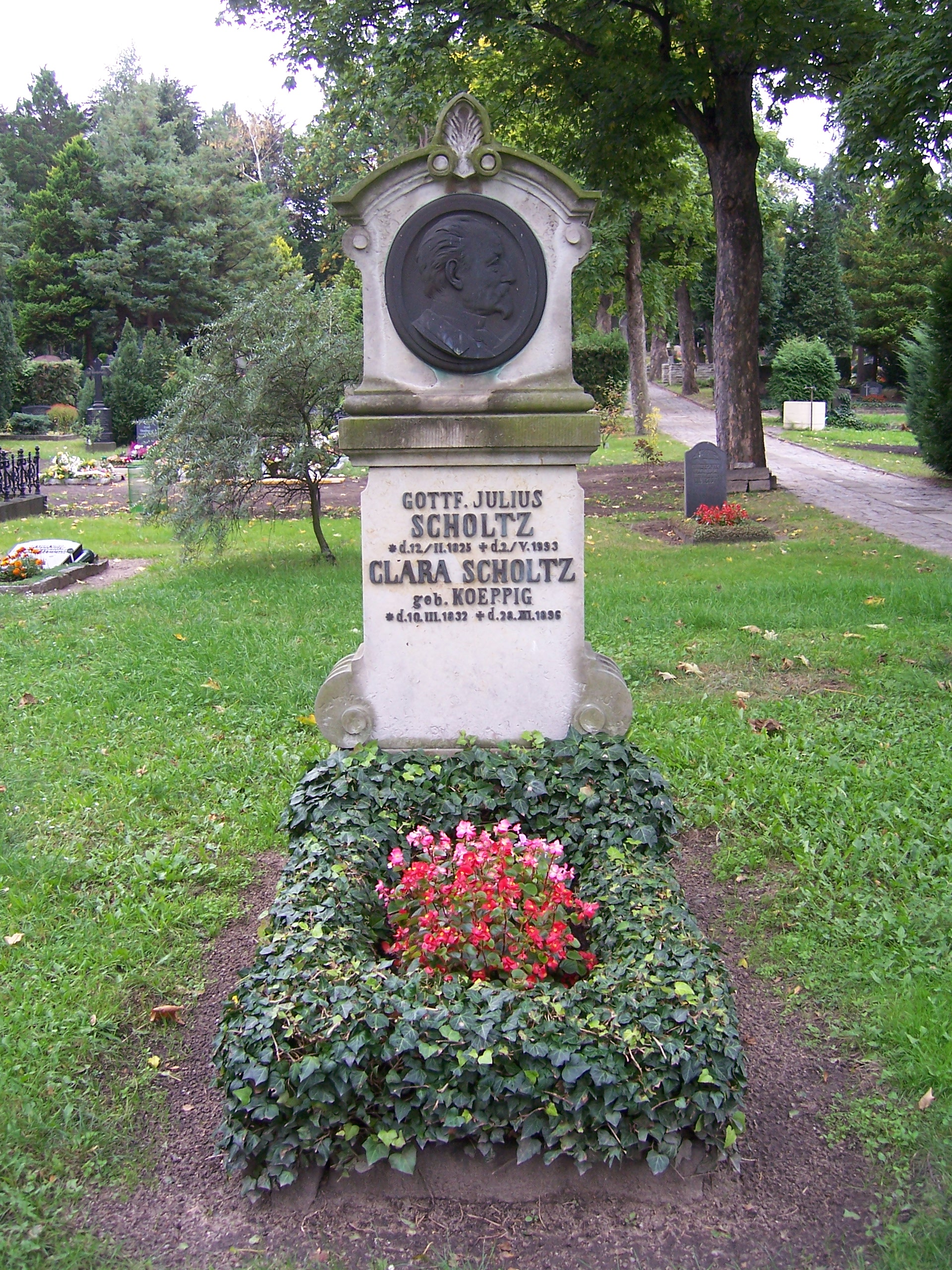
Grab von Gottfried Julius Scholtz auf dem Trinitatisfriedhof in Dresden.

Julius Scholtz (* 12. Februar 1825 in Breslau; † 2. Juni 1893 in Dresden; vollständiger Name: Gottfried Julius Scholtz) war ein deutscher Historien- und Porträtmaler.

## Leben und Werk
Auf Anraten des Konservators der Breslauer Gemäldegalerie, Johann Heinrich Christoph König, studierte Scholtz an der Kunstakademie in Dresden bei Julius Hübner. Das erste Bild Der Wirtin Töchterlein, mit dem er den Beifall der Zeitgenossen fand, war auf der Dresdener akademischen Ausstellung von 1858 zu sehen. Für sein 1862 vollendetes Werk Letztes Gastmahl der Generale Wallensteins, erhielt er den vom Verein für historische Kunst ausgeschriebenen Preis. Das nächste größere Bild, das Scholtz 1869 schuf, stellte den Moment dar, in dem König Johann mit dem sächsischen Generalstab im Jahr 1866 die sächsische Grenze überschritt und es ging in den Besitz des Königs von Sachsen über.
Im gleichen Jahre entstand die Musterung der Freiwilligen durch Friedrich Wilhelm III. zu Breslau, vielleicht das bedeutendste historische Oelbild des Künstlers. Eine lebensfrische Charakteristik und wirkungsvolle Behandlungsweise zeichnen diese Bilder aus.
Zwischen 1863 und 1867 malte Julius Scholtz lebensgroße Porträts für den Dresdener Bürger-Baron und Bankier Hermann Christian von Kap-herr. Sechs dieser Bilder sind im Wesentlichen in St. Petersburg entstanden, wo die Familie von Kap-herr damals lebte. Scholtz fuhr auf Einladung des wohlhabenden Auftraggebers 1867 in die russische Hauptstadt und bewältigte die Riesenarbeit in einem halben Jahr, „ohne sich zur näheren Kenntnisnahme der russischen Residenz auch nur einige Muße zu gönnen“, wie es in seinem kurzen Lebensbericht heißt.
Nach 1870 erreichten Scholtz ehrende Angebote zur Übernahme einer Professur aus Kassel, Königsberg und Weimar. Die Akademien zu Berlin und München ernannten ihn zum Mitglied. Das mag wohl auch die Dresdner Administration bewogen haben, Scholtz ein akademisches Lehramt anzubieten. Der Akademische Rat sah den glänzenden Maler jedoch nicht etwa für das seit Julius Schnorr von Carolsfelds Abgang 1871 vakante Atelier für Geschichtsmalerei vor, sondern steckte ihn als dritten Lehrer in den Gipszeichensaal.
1873 begann als Krönung und Abschluss der seit 1859 in Gang gekommenen Restaurierung der Meißner Albrechtsburg deren Ausmalung. Unter den elf Dresdner Künstlern, die man zu der monumentalen Aufgabe heranzog, war auch Julius Scholtz, an dessen Rang als Historienmaler man sich jetzt wieder erinnerte. 1875 begann er mit den Vorarbeiten und vollendete sein Werk, neun in Wachsfarben ausgeführte Wandgemälde, erst Mitte der 1880er Jahre. „Sie geben Scenen aus dem Leben Albrecht’s des Beherzten wieder und zeichnen sich vor den übrigen Historienbildern, mit denen andere Dresdener Maler die Säle und Gemächer der restaurirten Albrechtsburg geschmückt haben, durch geschickte Benutzung des Raumes, durch eine ungemein flotte, ganz persönliche Technik und ein seltenes Verständniß für malerische Wirkungen aus, wobei allerdings eine strengere historische Auffassung durch die Hinneigung zu einer mehr genrehaften Behandlung der geschichtlichen Vorgänge nicht ganz zu ihrem Rechte gelangt.“ (H. A. Lier.)
Infolge dieser in Malerkreisen Aufsehen erregenden Leistungen erhielt Scholtz verschiedene Aufträge, sich an auswärtigen Wandgemälden zu beteiligen, hatte jedoch mit seinen Entwürfen kein Glück, sowie er auch kaum Zeit dafür fand. Als Porträtmaler wurde er mit Aufträgen überhäuft und 1874 wurde Scholtz an der Kunstakademie zu Dresden, die ihn vorher schon zum Ehrenmitglied ernannt hatte, nun zum Professor berufen.
Während der drei Jahrzehnte nach 1855 war der Künstler auch als Illustrator vor allem von Jugendbüchern tätig. Die farbigen Lithographien mit realistischen, unsentimentalen Milieuschilderung bürgerlichen Familienlebens stellten innerhalb der zeitgenössischen Buchkunst eine eigenartige, kaum noch bekannte Leistung dar und sind Zeugnisse einer sehr persönlichen, intimen Genrekunst.
Ein Atelier von ihm befand sich in der Sidonienstraße 16, III. Stock. Er selbst wohnte in der Wiener Straße 1, später im Haus Nr. 47., wo er auch am 2. Juni 1893 verstarb. Sein Grab befindet sich auf dem Trinitatisfriedhof in Dresden-Johannstadt. Noch in seinem Todesjahre veranstaltete die Nationalgalerie in Berlin eine Sonderausstellung seiner Werke, die sich durch ungewöhnliche Vollständigkeit auszeichnete.
Ihm zu Ehren ist die Julius-Scholtz-Straße in Mockritz im Dresdner Süden benannt.
Sein Sohn Walther Scholtz wurde ebenfalls Maler.

## Werke

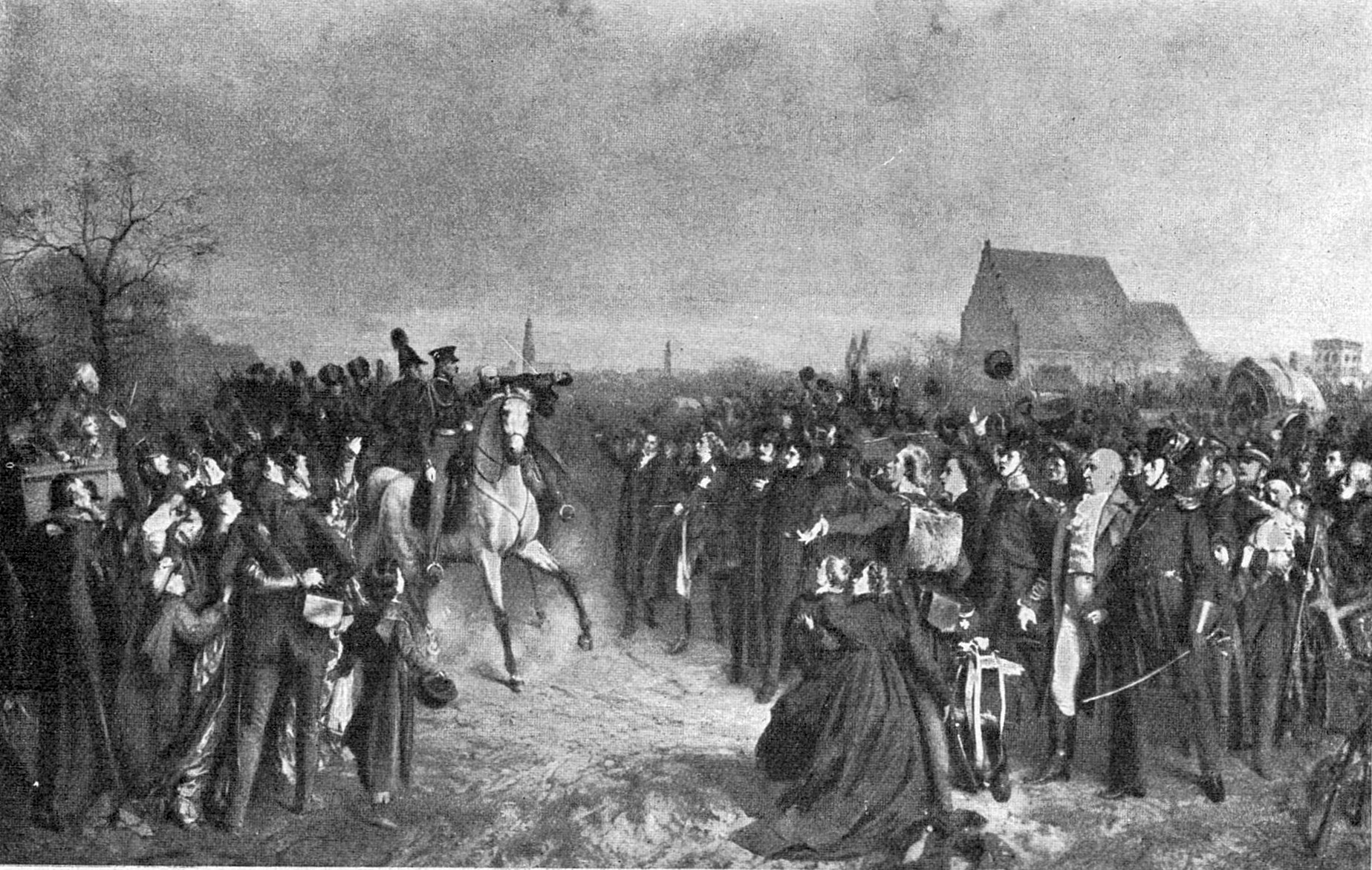
Musterung der Freiwilligen

- Der Wirthin Töchterlein als Illustration zu „Es zogen drei Bursche wohl über den Rhein“, 1858
- Letztes Gastmahl der Generale Wallensteins, 1862, Kunsthalle Karlsruhe
- Großmutter und Enkelin (Charlotte Dorothea von Kap-herr mit Ch. Maria Julia), 1863, Galerie Neue Meister, Dresden
- König Johann überschreitet mit dem sächsischen Generalstab im Jahr 1866 die sächsische Grenze, 1866, Residenzschloss Dresden
- Musterung der Freiwilligen von 1813 vor König Friedrich Wilhelm III. zu Breslau, 1866, Museum Breslau, Wiederholung in der Nationalgalerie Berlin
- Else Sohn-Rethel, Bildnis der Verlobten von Karl Rudolf Sohn, 1872
- Der Besuch, 1880, Galerie Neue Meister, Dresden
- Ernst Wilhelm Förstemann Porträt des Bibliothekar, 1882
- Wandgemälde, Albrechtsburg in Meißen, 1880
- Die tödliche Verwundung des Generals Moreau, Städtische Galerie Dresden